# HMS Renown (1895)
El HMS Renown fue un acorazado pre-dreadnought de segunda categoría construido para la Marina Real Británica a principios de la década de 1890. Destinado al mando de escuadrones de cruceros que operaban en bases extranjeras, sirvió como buque insignia de la Estación de América del Norte e Indias Occidentales y de la Flota del Mediterráneo al principio de su carrera. Al quedar obsoleto con el aumento de la velocidad de los cruceros, el Renown se convirtió en yate real y se le retiró todo su armamento secundario para adecuarlo a dichas funciones. Se convirtió en buque escuela de fogoneros en 1909 y fue declarado enajenable en 1913, causando baja en la Royal Navy. El buque fue finalmente vendido para desguace a principios de 1914. Su diseño corresponde a una versión de la clase Centurion, que convirtió al Renown en buque de clase única.

## Diseño
La producción de un nuevo cañón de 12" se retrasó, y los tres acorazados previstos para el Programa Naval de 1892 que debían utilizarlo tuvieron que retrasarse. En su lugar, se optó por un diseño mejorado de acorazado de la clase Centurión para mantener a los trabajadores del Astillero de Pembroke a pleno trabajo. En aquel momento no existía un requisito formal para un acorazado de segunda categoría apto para su uso como buque insignia en estaciones en ultlramar o para reforzar escuadrones de cruceros, pero la decisión de construir el buque estuvo fuertemente influenciada por las opiniones del Controller of the Navy, el Rear Admiral John A. "Jacky" Fisher, y del Director de Inteligencia Naval, el Captain Cyprian Bridge, quienes preferían buques más pequeños con un armamento principal más pequeño y un armamento secundario más grande. Instaron a que se construyeran más buques de este tipo como sustitutos de los otros dos acorazados programados originalmente, pero el Almirantazgo rechazó la propuesta al no haber demanda de acorazados de segunda clase adicionales.
El Director of Naval Construction, William Henry White, presentó tres diseños a principios de abril de 1892, y el más pequeño fue elegido el 11 de abril. El diseño fue bastante innovador en varios aspectos. Fue el primer acorazado en utilizar blindaje Harvey, que permitía blindar las casamatas secundarias; el primero en utilizar una cubierta de blindaje inclinada; y el primero en proporcionar escudos blindados sobre el armamento principal.

### Características generales
El Renown tenía una eslora total de 125,7 m (412' 44/5"), una manga de 22 metros (72' 2,10") y un calado de 8,3 metros (27' 24/5") a plena carga. Desplazaba 11 690 LT (11 878 t) en carga normal y 12 875 LT (13 082 t) a plena carga. El buque tenía una altura metacéntrica de 3 3/4 de pie (1,1 m) a plena carga.
En 1903, la tripulación osciló entre 651 y 674 entre oficiales y marineros. Sus capitanes lo consideraban un buen barco con buen comportamiento en navegación. Debido a sus misiones previstas en el extranjero, se le recubrió la quilla con cobre para reducir la bioincrustación.

### Propulsión
El Renown estaba propulsado por dos máquinas de vapor verticales de triple expansión de tres cilindros, cada una impulsando una sola hélice. El vapor para las máquinas provenía de ocho calderas cilíndricas a una presión de trabajo de 155 psi (10,5 atm; 10,9 bar). Los motores estaban diseñados para producir una potencia total de 7500 kW (10 058 HP), lo que le permitía alcanzar una velocidad de 17 nudos (19,6 mph). Los motores demostraron ser más potentes de lo previsto y el Renown alcanzó los 18,75 ns (21,6 mph) durante las pruebas de mar con calado máximo. El barco transportaba un máximo de 1890 LT (1920 t) de carbón, suficiente para navegar 6400 millas náuticas (11 853 km; 7365 mi) a 10 nudos (11,5 mph; 18,5 km/h).

### Armamento

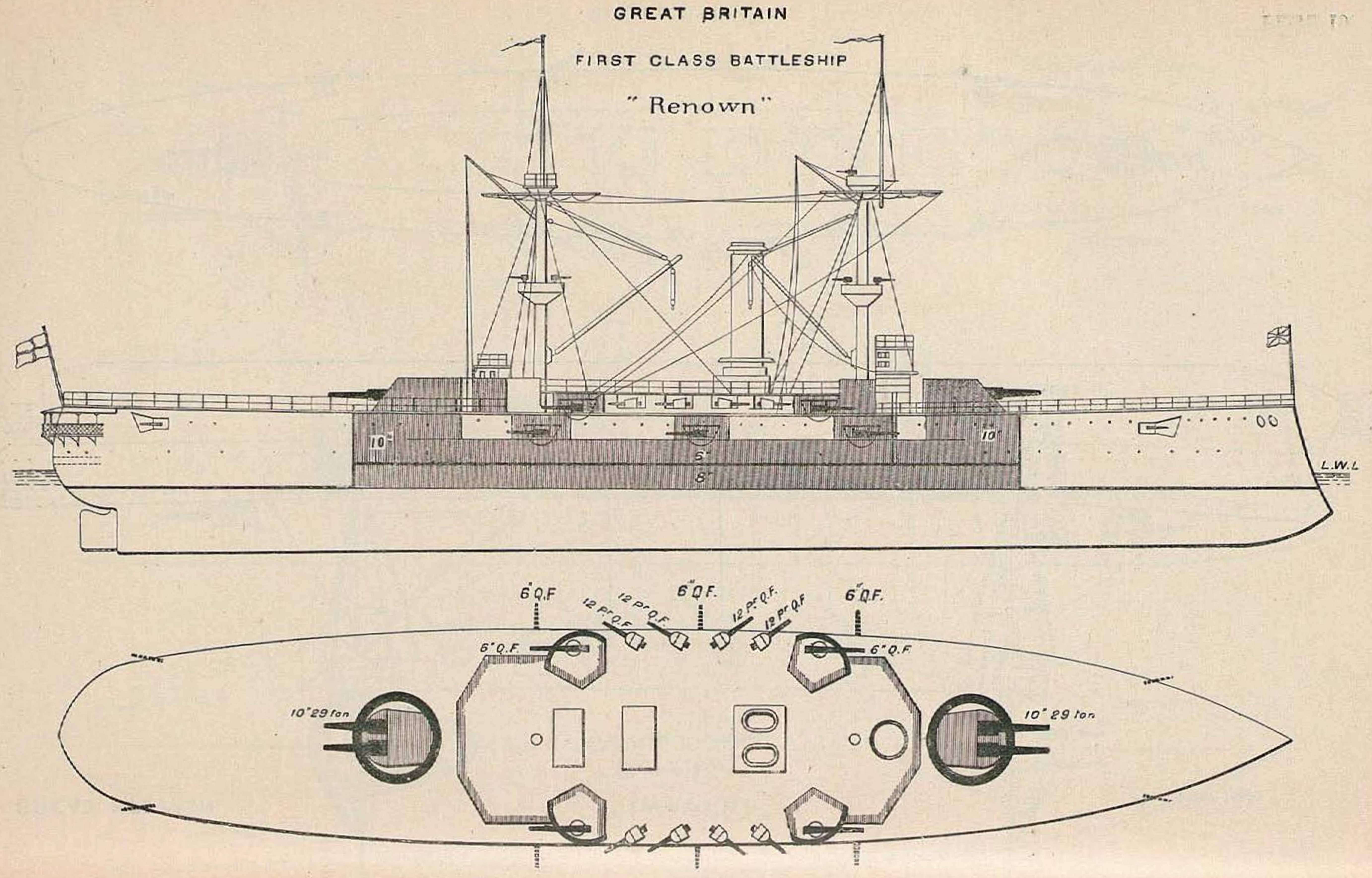
Esquema del armamento dispuesto (1897). Como curiosidad, en el plano se dice que el buque era un first class

Estaba armado con cuatro cañones Mk III de 10 pulgadas (254 mm) y retrocarga del calibre 32, en dos barbetas gemelas, una a proa y otra a popa. Cada cañón contaba con 105 proyectiles. Su armamento secundario consistía en diez cañones Mk II de 6 pulgadas (152 mm) y tiro rápido (QF), calibre 40. Media docena de estos cañones estaban montados en casamatas a los lados del casco, y el resto en la cubierta superior, en casamatas de la superestructura. La defensa contra las lanchas torpederas estaba a cargo de una docena de cañones QF de 3 pulgadas (76 mm) y 12 quintales (12 cwt). Ocho de estos cañones estaban montados en la cubierta superior, en el centro del barco. Disparaban proyectiles de 5,7 kg (12,5 libras) a una velocidad inicial de 777 m/s (2548 pies/s), desponiendo de 200 proyectiles por cañón. El Renown también portaba ocho cañones Hotchkiss QF de 3 libras 1,9 pulgadas (48 mm). Cada cañón contaba con 500 proyectiles. Tenía cinco tubos lanzatorpedos de 18 pulgadas nominales, uno en la popa, a ras del agua, y dos a cada costado, sumergidos bajo la línea de flotación.

### Blindaje
La protección del buque se componía generalmente de blindaje Harvey, y su cinturón principal en la línea de flotación tenía un espesor de 6 a 8 pulgadas (152 a 203 mm). Tenía 210 pies (64,0 m) en sentido longitudinal y 7,5 pies (2,3 m) de altura, de los cuales 5 pies (1,5 m) estaban por debajo de la línea de flotación con carga normal. Los mamparos oblicuos de proa y popa, de 10 pulgadas (254 mm) y 6 pulgadas (152,4 mm) de espesor respectivamente, conectaban el blindaje del cinturón a las barbetas. La traca superior, con blindaje de 6 pulgadas (152 mm), tenía 180 pies (54,9 m) de longitud y 6,75 pies (2,06 m) de altura. Cubría el costado del buque desde la popa de las barbetas hasta el nivel de la cubierta principal. Aquí los mamparos oblicuos de 6 pulgadas (152 mm) de espesor conectaban el blindaje superior a las barbetas.
El Renown fue el primer acorazado británico construido con una cubierta blindada inclinada tras el cinturón principal, como era común en los cruceros protegidos británicos. La parte superior de la cubierta protectora estaba a la altura de la parte superior del cinturón blindado principal y descendía en un ángulo de 45° hasta encontrarse con la parte inferior del cinturón. Tenía 2 pulgadas (51 mm) de espesor en la parte plana y 3 pulgadas (76 mm) en la parte inclinada, y se extendía entre las barbetas. Fuera de las barbetas, la cubierta inferior tenía 3 pulgadas (76 mm) de espesor y se extendía hacia los extremos del buque.
Las barbetas estaban protegidas por placas de blindaje de 10 pulgadas (254 mm). Las torretas que protegían el armamento principal tenían 6 pulgadas (152 mm) de grosor en su cara frontal, con laterales de 3 pulgadas (76 mm) y un techo de 1 pulgada (25 mm). Inicialmente, se construyeron sin placa trasera debido a problemas de distribución del peso en las torretas. Las casamatas de la cubierta superior estaban protegidas por placas de 4 pulgadas (102 mm) en la cara frontal y los laterales, pero las casamatas de la cubierta principal tenían caras y laterales de 6 pulgadas (152 mm). El tubo lanzatorpedos de popa estaba protegido por un mantelete de entre 3 a 6 pulgadas (76 a 152 mm) de grosor. Los laterales de la torre de mando en proa tenían 9 pulgadas (228,6 mm) de grosor, mientras que en la secundaria de popa solo tenían 3 pulgadas (76 mm).

## Historial de servicio

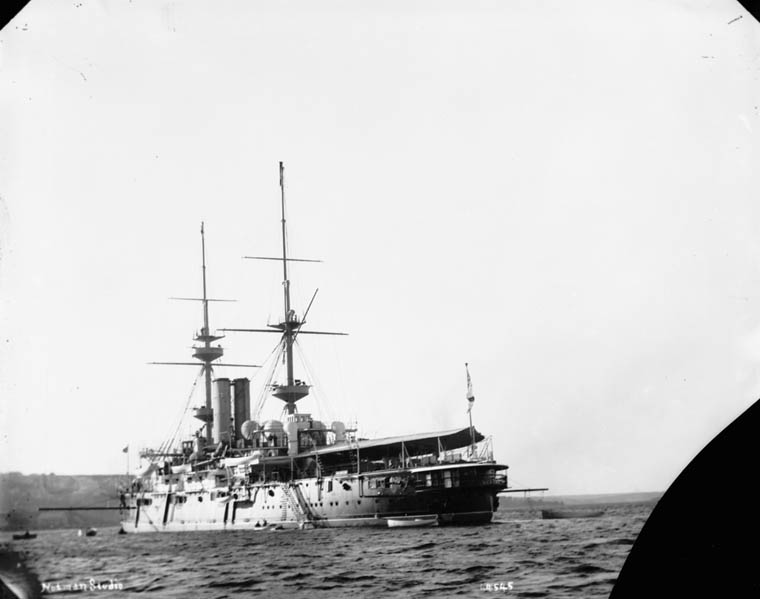
El HMS Renown fotografiado en Halifax c. 1898, durante su desempeño en Norteamérica

El Renown fue puesto en quilla en el astillero de Pembroke el 1 de febrero de 1893 y botado el 8 de mayo de 1895. Se completó en enero de 1897 a un coste de 751 206 £, pero luego se sometió a largas pruebas de mar que conllevaron el cambio de las palas de su hélice que duraron hasta junio. El barco fue asignado a la Royal Navy el 8 de junio de 1897 y sirvió como buque insignia del comandante en jefe, Vice Admiral Sir Nowell Salmon, el 26 de junio, en la revisión de la flota en Spithead para el Jubileo de Diamante de la Reina Victoria, con el Príncipe de Gales a bordo. Estuvo brevemente asignado a la 1.ª División del Escuadrón del Canal, del 7 al 12 de julio para maniobras frente a la costa sur de Irlanda. El 24 de agosto, el Renown se convirtió en el buque insignia de Fisher, relevando al crucero protegido Crescent como buque insignia de la Estación de América del Norte e Indias Occidentales. El buque continuó en ese rol hasta que comenzaron las reparaciones en mayo de 1899.
Tras finalizar su reacondicionamiento en julio, fue transferido a la Flota del Mediterráneo, convirtiéndose de nuevo en el buque insignia de Fisher. Firme defensor del diseño del Renown, Fisher también lo consideraba muy adecuado para albergar los eventos sociales que un buque insignia requería en tiempos de paz. El capitán Hugh Tyrwhitt fue nombrado al mando el 19 de marzo de 1900. El Renown también se sometió a un reacondicionamiento especial en Malta de febrero a mayo de 1900 para cumplir con los requisitos de Fisher. Este incluyó la transferencia de los cañones de 12 libras de la cubierta principal a la superestructura. El buque volvió a ser puesto en servicio el 19 de noviembre de 1900 y sirvió como buque insignia hasta que Fisher finalizó su mandato como Comandante en Jefe el 4 de junio de 1902, tras lo cual el buque continuó sirviendo en la Flota del Mediterráneo como private ship bajo el mando de un nuevo capitán, Arthur Murray Farquhar. El Renown participó en maniobras combinadas frente a Cefalonia y Morea entre el 29 de septiembre y el 6 de octubre de 1902.
Tras finalizar las maniobras, fue separado de la Flota del Mediterráneo y regresó al Reino Unido para ser equipado especialmente en Portsmouth y transportar al Duque y Duquesa de Connaught en una gira real por la India. Estas modificaciones incluyeron la eliminación de los cañones de seis pulgadas de la cubierta principal. Tras las modificaciones, recibió el apodo de "Battleship Yacht" (Yate acorazado en español). La gira real por la India se extendió desde noviembre de 1902 hasta marzo de 1903, reincorporándose el buque a la Flota del Mediterráneo en abril siguiente. En agosto, relevó al HMS Venerable como buque insignia de la flota para que este pudiera someterse a un reacondicionamiento. Del 5 al 9 de agosto de 1903, el Renown participó en maniobras frente a las costas de Portugal.
El Renown fue puesto en reserva en Devon el 15 de mayo de 1904, aunque participó en maniobras el mes siguiente. El 21 de febrero de 1905, el buque comenzó una remodelación especial en Portsmouth para configurarlo como yate real. Durante la remodelación, se le retiró el resto de su armamento secundario para aumentar su capacidad de alojamiento. El 8 de octubre, el Renown zarpó de Portsmouth con destino a Génova, Italia. En Génova, el Príncipe y la Princesa de Gales —los futuros reyes Jorge V y María— embarcaron para una gira real por la India. El crucero protegido de primera categoría HMS Terrible escoltó al barco durante la gira. Al finalizar la misma, el Renown zarpó de Karachi el 23 de marzo de 1906 y llegó a Portsmouth el 7 de mayo. Fue puesto en reserva el 31 de mayo.
En mayo de 1907, el Renown se incorporó a la Home Fleet como yate auxiliar. Entre octubre y diciembre de 1907, el Renown transportó al rey Alfonso XIII y a la reina Victoria Eugenia de España en un viaje oficial de ida y regreso al Reino Unido. El buque fue transferido a la 4.ª División de la Home Fleet en Portsmouth el 1 de abril de 1909. Cinco meses después, el 25 de septiembre, comenzó una remodelación en el Astillero de Portsmouth para reconvertirlo como buque escuela de fogoneros.
El Renown sirvió brevemente como buque de apoyo al HMS Victory en octubre, antes de completar su reacondicionamiento en noviembre. Durante la revista naval de la coronación del rey Jorge V en Spithead, el 24 de junio de 1911, el barco se utilizó como buque de alojamiento. Sufrió daños leves cuando el buque cisterna Aid lo embistió el 26 de noviembre de 1911. El Renown se declaró enajenable el 31 de enero de 1913, causando baja en Royal Navy y siendo parcialmente desmantelado. En diciembre de 1913, estuvo fondeado en el Motherbank, a la espera de su desguace. El 1 de abril de 1914, fue adquirido en subasta por Hughes Bolckow al precio de 39 000 £, a condición de que el buque se desguazara, siendo llevado al efecto en Blyth.